# 2024년 하계 올림픽 투르크메니스탄 선수단
2024년 하계 올림픽 투르크메니스탄 선수단은 2024년 7월 26일부터 8월 11일까지 프랑스 파리에서 열리는 2024년 하계 올림픽에 참가한 올림픽 타지키스탄 선수단이다.
투르크메니스탄은 소련 붕괴 이후 8회 연속으로 하계 올림픽에 출전했다.

## 출전 선수
| 종목 | 남자 | 여자 | 전체 |
| ---- | ---- | ---- | ---- |
| 수영 | 1    | 1    | 2    |
| 역도 | 1    | 0    | 1    |
| 유도 | 1    | 1    | 2    |
| 육상 | 0    | 1    | 1    |
| 전체 | 3    | 3    | 6    |

## 메달 집계
| 종목 | 1 | 2 | 3 | 합계 |
| 종목 | ' | ' | ' | '    |
| 종목 | ' | ' | ' | '    |
| 종목 | ' | ' | ' | '    |
| 합계 | ' | ' | ' | '    |

## 같이 보기
- 2024년 하계 올림픽